# Président à mortier

Wappenmantel eines Président à mortier im 18. Jahrhundert, ergänzt um die Krone eines gräflichen Amtsinhabers

In den Parlementen des Ancien Régime waren die Présidents à mortier die Kammerpräsidenten.
Jedes Parlament wurde von einem Ersten Präsidenten geleitet, der vom König ernannt wurde, und war in mehrere Kammern unterteilt (Zivilkammer, Strafkammer, Handelskammer, Seehandelskammer usw.). Die prestigeträchtigste dieser Kammern wird als französisch Grand Chambre bezeichnet. Der Magistrat, der einer Kammer vorsaß, war der Président à mortier, benannt nach dem „mortier“ (einer schwarzen Samtmütze mit Goldrand).
In Antoine Furetières Dictionnaire universel heißt es, dass es zur Zeit Ludwigs XIV. im Parlement de Paris zehn Présidents à mortier gab, einschließlich des Ersten Präsidenten.
Das Amt des Président à mortier war veräußerlich, d. h. es konnte frei gekauft und übertragen werden, sofern man dem Souverän eine Übertragungsgebühr zahlte. Um das Amt tatsächlich ausüben zu können, musste man jedoch vom Parlament in Form einer juristischen Prüfung zugelassen werden. Das Amt war also theoretisch dem Inhaber eines akademischen Grades in Rechtswissenschaften vorbehalten. Es verlieh nach zwanzigjähriger Ausübung den erblichen Adel, wurde aber aufgrund des Vererbungssystems meist nur von Personen ausgeübt, die bereits adelig waren.
In der zeitgenössischen Justiz ist das Äquivalent zu dieser Funktion in Berufungsgerichten der „Erste Kammerpräsident“ (französisch Premier Président de la Chambre).

## Illustration

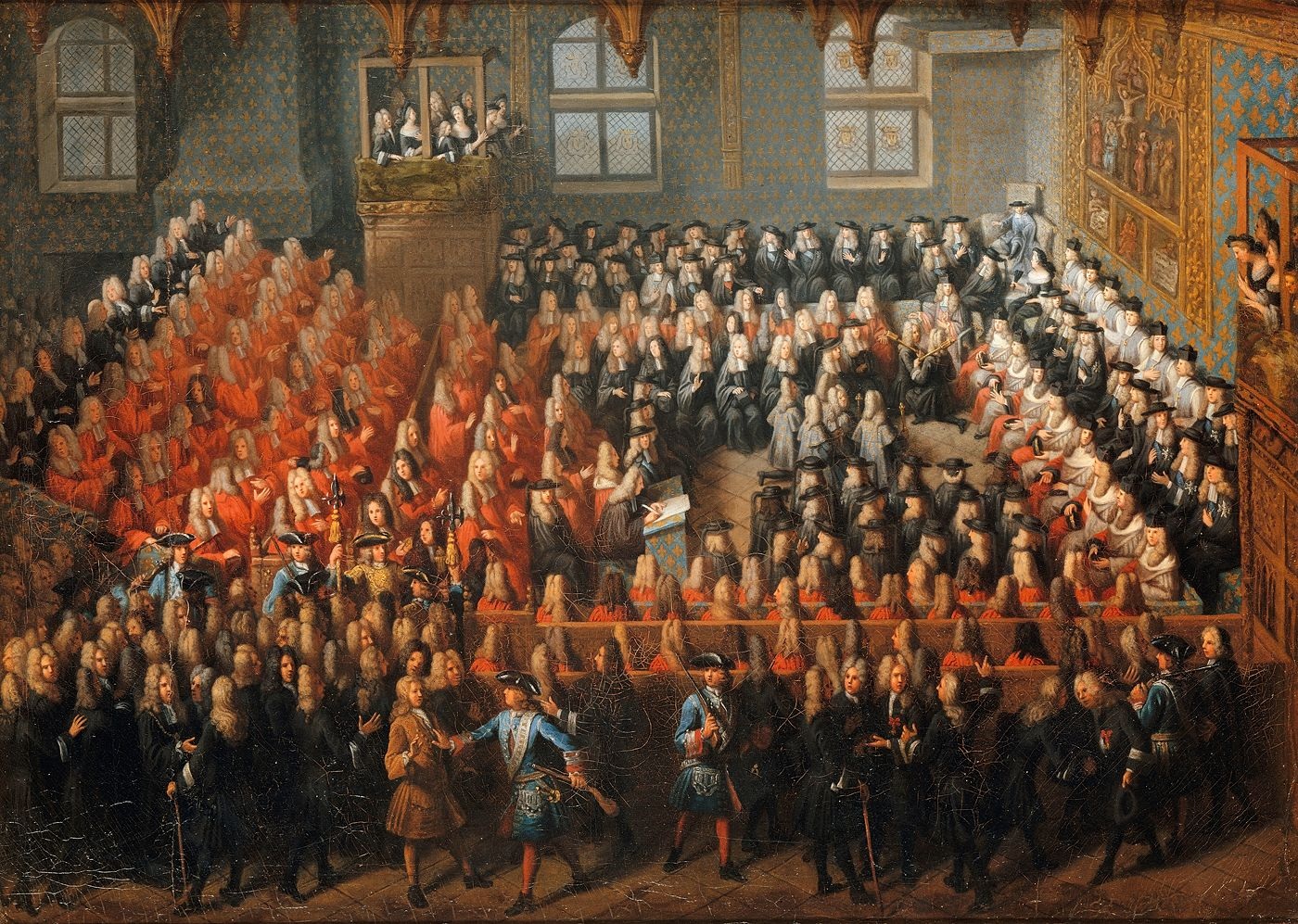
Lit de justice Ludwigs XV. im Parlement de Paris von 1715. In der ersten Reihe rechts im Bild sind die Présidents à mortier zu sehen, die an ihren roten Gewändern und ihren goldgalonierten schwarzen Kappen auf den Knien zu erkennen sind.